# Kateřina Neumannová
Kateřina Neumannová, née le 15 février 1973 à Písek, est une fondeuse tchèque. Elle compte à son palmarès six médailles olympiques, dont une d'or obtenue sur le trente kilomètres des Jeux de 2006 à Turin. Elle possède également cinq médailles mondiales, deux titres, et dix-huit victoires en Coupe du monde. Sportive tchèque de l'année 2006, elle met à terme à sa carrière sportive après la saison 2006-2007.
Elle a également pris part à l'épreuve de cross-country VTT féminin aux Jeux olympiques d'été de 1996.

## Palmarès en Ski de fond

### Jeux olympiques
| Épreuve / Édition      | Sprint                           | Sprint                           | 5 km classique                     | 10 km                            | 10 km                            | 15 km                              | 15 km                            | Poursuite                           | 30 km                          | Relais                           | Relais   |
| Épreuve / Édition      | libre                            | classique                        | 5 km classique                     | libre                            | classique                        | libre                              | classique                        | Poursuite                           | 30 km                          | Sprint                           | 4 × 5 km |
| JO 1992 Albertville    | Épreuve inexistante à cette date | Épreuve inexistante à cette date | 13e                                | Épreuve inexistante à cette date | Épreuve inexistante à cette date | Épreuve inexistante à cette date   | 14e                              | 22e                                 | —                              | Épreuve inexistante à cette date | 6e       |
| JO 1994 Lillehammer    | Épreuve inexistante à cette date | Épreuve inexistante à cette date | 8e                                 | Épreuve inexistante à cette date | Épreuve inexistante à cette date | Épreuve inexistante à cette date   | 6e                               | 14e                                 | —                              | Épreuve inexistante à cette date | 9e       |
| JO 1998 Nagano         | Épreuve inexistante à cette date | Épreuve inexistante à cette date | Médaille d'argent, Jeux olympiques | Épreuve inexistante à cette date | 5e                               | Épreuve inexistante à cette date   | 9e                               | Médaille de bronze, Jeux olympiques | —                              | Épreuve inexistante à cette date | 6e       |
| JO 2002 Salt Lake City | 13e                              | Épreuve inexistante à cette date | Épreuve inexistante à cette date   | Épreuve inexistante à cette date | —                                | Médaille d'argent, Jeux olympiques | Épreuve inexistante à cette date | Médaille d'argent, Jeux olympiques  | —                              | Épreuve inexistante à cette date | 4e       |
| JO 2006 Turin          | —                                | Épreuve inexistante à cette date | Épreuve inexistante à cette date   | Épreuve inexistante à cette date | 5e                               | Épreuve inexistante à cette date   | Épreuve inexistante à cette date | Médaille d'argent, Jeux olympiques  | Médaille d'or, Jeux olympiques | —                                | 6e       |

Légende :
- : première place, médaille d'or
- : deuxième place, médaille d'argent
- : troisième place, médaille de bronze
- : pas d'épreuve
- — : non disputée par la skieuse

### Championnats du monde
| Épreuve / Édition | Épreuve / Édition | Trondheim 1997 | Ramsau 1999 | Oberstdorf 2005 | Sapporo 2007 |
| 5 km classique    | 5 km classique    |                | Bronze      |                 |              |
| 10 km Libre       | 10 km Libre       |                |             | Or              | Or           |
| 15 km             | Libre             | Bronze         |             |                 |              |
| 15 km             | Poursuite         |                |             |                 | Argent       |

### Coupe du monde
- 2e de la Coupe du monde générale en 2002 et 2005
  - 48 podiums en épreuve individuelle : 18 victoires, 16 deuxièmes places et 14 troisièmes places.

#### Courses à étapes
- 1 podium  dont 1 victoire d'étape.

##### Victoires en Coupe du monde
| Date             | Lieu                 | pays       | Compétition |
| ---------------- | -------------------- | ---------- | ----------- |
| 12 décembre 1992 | Ramsau am Dachstein  | Autriche   | 5km TC      |
| 28 novembre 1998 | Muonio               | Finlande   | 5km TL      |
| 12 décembre 1998 | Dobbiaco             | Italie     | 5km TL      |
| 10 janvier 2001  | Soldier Hollow       | États-Unis | 10km PU     |
| 25 novembre 2001 | Kuopio               | Finlande   | 5km TL      |
| 9 décembre 2001  | Cogne                | Italie     | Sprint TL   |
| 6 janvier 2002   | Val di Fiemme        | Italie     | Sprint TL   |
| 20 décembre 2003 | Ramsau am Dachstein  | Autriche   | 10km TL     |
| 6 janvier 2004   | Falun                | Suède      | 15km PU     |
| 6 février 2004   | La Clusaz            | France     | 10km TL     |
| 21 février 2004  | Umeå                 | Suède      | 10km TC     |
| 26 novembre 2004 | Kuusamo              | Finlande   | 10km TL     |
| 15 janvier 2005  | Nové Město na Moravě | Tchéquie   | 10km TL     |
| 27 novembre 2005 | Kuusamo              | Finlande   | 10km TL     |
| 31 décembre 2005 | Nové Město na Moravě | Tchéquie   | 10km TL     |
| 14 janvier 2006  | Val di Fiemme        | Italie     | 15km TL MS  |
| 18 novembre 2006 | Gällivare            | Suède      | 10km TL     |
| 16 février 2007  | Changchun            | Chine      | 10km TC     |

Légende :

TC = classique

TL = libre

MS = départ en masse

HS = départ avec handicap

PU = poursuite

##### Victoires d'étapes
| Date           | Lieu          | pays   | Compétition | Discipline |
| -------------- | ------------- | ------ | ----------- | ---------- |
| 7 janvier 2007 | Val di Fiemme | Italie | Tour de Ski | 10km TL    |

## Palmarès en VTT

### Jeux olympiques
- Atlanta 1996
  - 18e du cross-country

### Championnat d'Europe
- 1995
  -  Médaillée de bronze du cross-country
- 1996
  - 10e du cross-country